# Françoise Arnoul

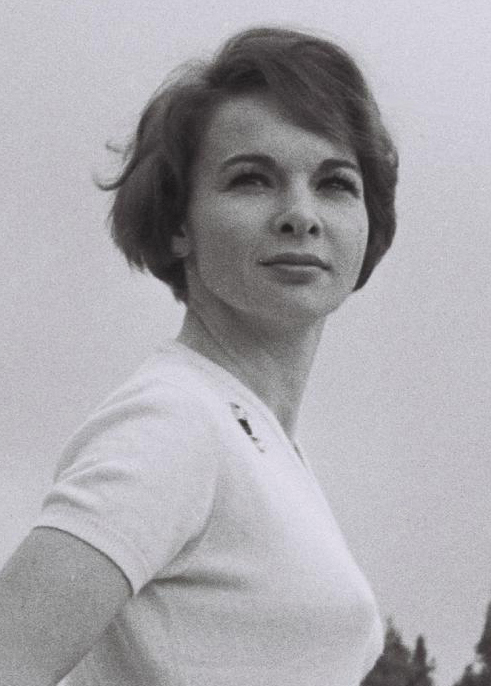
Françoise Arnoul (1958)

Françoise Arnoul ([aʁnul] * 3. Juni 1931 in Constantine, Algerien; eigentlich Françoise Annette Marie Mathilde Gautsch; † 20. Juli 2021 in Paris) war eine französische Schauspielerin, die vor allem im französischen Nachkriegskino bekannt wurde. Nach 1966 trat sie nur noch selten auf der Leinwand in Erscheinung. 

## Leben
Françoise Arnoul war die Tochter des Generals Charles Gautsch (1882–1969) und der Bühnenschauspielerin Janine Henry. Sie hatte zwei Brüder und besuchte zuerst ein Lyzeum in Rabat (Marokko). 1945 zog die Familie nach Paris, und sie besuchte das Lycée Molière, während der Vater seinen Dienst weiterhin in Marokko versah.
Arnoul gehörte zu den Stars des französischen Nachkriegsfilms. In Paris belegte sie einen Kurs in klassischer Schauspielkunst, doch bereits seit ihrer ersten Filmrolle, der weiblichen Hauptrolle in Willy Roziers Filmdrama Perrucha, die Tochter der Nacht (L’Épave, 1949), haftete ihr ein frivoles Image an, das sie erst allmählich abstreifen konnte. In der Rolle der Perrucha war Arnoul die weltweit erste Filmschauspielerin von Rang, die in Unterwasserszenen mitwirkte. In Fernsehspielen des französischen Fernsehens gewann sie als Charakterdarstellerin Profil.
Dem deutschen Publikum wurde Arnoul vor allem durch Henri Verneuils Simenon-Verfilmung Verbotene Frucht (1952, Originaltitel: Le Fruit défendu, mit Fernandel) bekannt sowie durch Jean Renoirs Filmkomödie French Can Can (1955, mit Jean Gabin) und die Spionage- bzw. Widerstandsfilme Die Katze (La Chatte, 1958) und Die Katze zeigt die Krallen (La Chatte sort ses griffes, 1960) von Henri Decoin. In Die Katze wirkten auch die deutschsprachigen Schauspieler Bernhard Wicki und Kurt Meisel mit, in Die Katze zeigt die Krallen Horst Frank.
Bei den Dreharbeiten zu French Can Can lernte Arnoul den Publizisten Georges Cravenne kennen. Ihre 1956 geschlossene Ehe zerbrach vier Jahre später und wurde 1964 geschieden. In diesem Jahr begegnete Arnoul dem Regisseur Bernard Paul, mit dem sie bis zu dessen Tod 1980 zusammenlebte.
In späteren Jahren übernahm Françoise Arnoul vor allem Rollen am Theater und im französischen Fernsehen.

## Ehrungen
- 1995: Kommandeur des Ordre des Arts et des Lettres[6]

## Filmografie (Auswahl)

### Kino
- 1949: Perrucha, die Tochter der Nacht (L’Épave)
- 1950: Radio X spielt auf (Nous irons à Paris), alternativ Ja, in Mexiko
- 1950: Dein Weg ist Dir bestimmt (Quai de Grenelle)
- 1951: Die Schönheitskönigin von Paris (La Plus belle fille du monde)
- 1952: Wir brauchen einen Mann (Le Désir et l’Amour)
- 1952: Verbotene Frucht (Le Fruit défendu)
- 1953: Die Liebenden von Toledo (Les Amants de Tolède)
- 1953: Die Mädchen der Rue D’Amour (Les Compagnes de la nuit)
- 1953: Im Schlafsaal der großen Mädchen (Dortoir des grandes)
- 1953: Gefährtinnen der Nacht (Les Compagnes de la nuit)
- 1954: Zur Liebe verdammt (La Rage au corps)
- 1954: Du mußt mich vergessen (Delirio)
- 1954: Dürfen Frauen so sein? (Secrets d’alcôve)
- 1954: Der Hammel mit den 5 Beinen (Le Mouton à cinq pattes)
- 1954: Nächte in Lissabon (Les Amants du Tage)
- 1955: French Can Can
- 1956: Zum Glück gibt es ihn doch (Le Pays, d’où je viens)
- 1956: Der Weg ins Verderben (Des gens sans importance)
- 1956: Das Gänseblümchen wird entblättert (En effeuillant la marguerite)
- 1956: Paris, Palace Hôtel
- 1957: Therese Etienne (Thérèse Étienne)
- 1957: Spuren in die Vergangenheit (Sait-on jamais...)
- 1958: Weiße Fracht aus Paris (Cargaison blanche)
- 1958: Die Katze (La Chatte)
- 1959: Ich begehre Dich (Asphalte)
- 1959: Das Weib und der Verdammte (La Bête à l’affût)
- 1959: Die Schüler (Le Chemin des écoliers)
- 1960: Die Katze zeigt die Krallen (La Chatte sort ses griffes)
- 1960: Die Spur führt nach Caracas (Le Bal des espions)
- 1961: Reigen der Liebe (La Morte saison des amours)
- 1961: Pariserinnen (Les Parisiennes)
- 1962: Der Teufel und die Zehn Gebote (Le Diable et les Dix Commandements)
- 1963: Ferien in Portugal (Les Vacances portugaises)
- 1964: Frank Patton ruft Küstenwache 5-8-3 (À couteaux tirés)
- 1964: Schräger Charme und tolle Chancen (La Chance et l’Amour)
- 1964: Lucky Jo
- 1965: Mord im Fahrpreis inbegriffen (Compartiment tueurs)
- 1966: Der Kongreß amüsiert sich
- 1977: Violette und François (Violette & François)
- 1992: Les Années campagne
- 1996: Temps de chien
- 1997: Am Morgen danach (Post coïtum animal triste)
- 2000: Merci pour le geste
- 2011: Beau rivage

### Fernsehen
- 1972: Van der Valk und das Mädchen
- 1975: Lockruf des Goldes (Fernsehminiserie)
- 1988: Die Junggesellin (La Garçonne)